# Trigonotylus hawaiiensis
Trigonotylus hawaiiensis är en insektsart som först beskrevs av George Willis Kirkaldy 1902.  Trigonotylus hawaiiensis ingår i släktet Trigonotylus och familjen ängsskinnbaggar. Inga underarter finns listade i Catalogue of Life.